# Tríopas (helíade)
Tríopas (en grec antic Τριόπας) va ser, segons la mitologia grega, un dels helíades, fill d'Hèlios i la nimfa Rode.
Els telquines van abandonar l'illa de Rodes al saber que Zeus els enviaria el diluvi, illa que havien inundat amb les aigües de la llacuna Estígia. Hèlios va fer sorgir Rodes de dins del mar, la va assecar amb la seva escalfor i va posar com a reis els seus set fills, els helíades, que havia tingut amb la nimfa Rode. Va posar el nom de Rodes a l'illa, en honor de la seva esposa.
Els helíades havien estat ensinistrats pel seu pare en l'art de l'endevinació, en l'astrologia, la nàutica i la metal·lúrgia. Entre tots, el que més destacava era Tènages, fins al punt que va despertar l'enveja de Tríopas i dels altres germans, que van decidir matar-lo.
Com a càstig pel fratricidi Tríopas es va haver d'exiliar. Es va establir primer al Quersonès, una terra que es troba davant per davant de l'illa de Rodes, on va ser purificat pel seu rei, Meliseu. Després va anar a Tessàlia, on va ajudar els fills de Deucalió a expulsar els pelasgs i es va convertir en rei del país. Un dia, buscant un sostre adequat pel palau que s'havia construït, va treure el que hi havia en un temple molt antic dedicat a Demèter. Això va omplir de còlera els tessalis i va haver de fugir una altra vegada. Va anar a Cària, a l'Àsia Menor. Allà va donar nom a la ciutat de Tríopa i també va fundar la ciutat de Cnidos, en una petita illa davant de l'illa de Cos.
Tríopas es va casar amb Hiscila, una filla de l'heroi Mirmídon, l'epònim dels mirmídons, i amb ella va tenir Ifimèdia, Forbant i Erisícton, que va ser castigat per Demèter a no saciar mai la seva gana per haver tallat arbres del seu bosc sagrat. Tríopas el va alimentar, però, la seva voracitat el va arruïnar i Erisícton es va convertir en un pidolaire que vivia de les immundícies. Tríopas també va ser castigat per la deessa i va morir per la picada d'una serp que ella l'hi va enviar. Una tradició diu que Demèter el va posar al cel juntament amb la serp que l'havia mort i formà la constel·lació d'Ofiüc.
Pausànias diu a la Descripció de Grècia que a Delfos hi havia una estàtua de Tríopas a la que retien culte els habitants de Cnidos.
De vegades aquest Tríopas es confon amb Tríopas, fill d'Èol i Cànace, o de Cànace i Posidó.